# Resident Evil : Bienvenue à Raccoon City
Pour les articles homonymes, voir Resident Evil (homonymie).
Cet article concerne le reboot de la franchise. Pour le premier film, voir Resident Evil (film).
Série Resident Evil
Resident Evil : Chapitre final
(2016)
Pour plus de détails, voir Fiche technique et Distribution.
Resident Evil : Bienvenue à Raccoon City (Resident Evil: Welcome to Raccoon City) est un film d'horreur germano-canadien écrit et réalisé par Johannes Roberts, et sorti en 2021.
Il s'agit d'un reboot de la série de films Resident Evil, adaptation libre de la série de jeux vidéo Resident Evil de Capcom. Ce nouveau film, présenté comme une « origin story », reprend des éléments des deux premiers jeux vidéo de la franchise : Resident Evil (1996) et Resident Evil 2 (1998).
Avec un très mauvais démarrage, le film est un échec commercial, en plus de critiques qui sont également négatives.

## Synopsis
Dans les années 1980, Claire Redfield et son frère ainé Chris vivent dans l'orphelinat de la ville de Raccoon City. Claire y rencontre Lisa Trevor, une petite-fille défigurée victime des expériences du Dr William Birkin. Ce dernier est employé par le géant pharmaceutique Umbrella Corporation. Choisie pour subir elle aussi ces expériences, Claire s'enfuit.
En 1998, désormais adulte, Claire revient à Raccoon City. Alertée par Ben Bertolucci, elle veut avertir son frère, qui travaille aujourd'hui pour la police locale, des dangers qui planent sur la ville. Après le départ d'Umbrella, Racoon City est à l'agonie. L'exode de la société a laissé la ville en friche. Au poste de police, le chef Brian Irons ordonne à Chris et ses collègues (Jill Valentine, Richard Aiken, Brad Vickers et Albert Wesker) d'aller secourir l'équipe Bravo près du manoir Spencer.

## Fiche technique
Sauf indication contraire, les informations mentionnées dans cette section peuvent être confirmées par la base de données cinématographiques IMDb,  présente dans la section « Liens externes ».
- Titre original : Resident Evil: Welcome to Raccoon City
- Titre français et québécois : Resident Evil : Bienvenue à Raccoon City
- Réalisation : Johannes Roberts
- Scénario : Johannes Roberts, d'après la série de jeux vidéo Resident Evil de Capcom
- Musique : Mark Korven
- Direction artistique : Anthony A. Ianni
- Décors : Jennifer Spence
- Costumes : Jennifer Lantz
- Photographie : Maxime Alexandre
- Son : Thomas Hayek, Bret Killoran, Andrew Tay
- Montage : Dev Singh
- Production : Hartley Gorenstein, James Harris et Robert Kulzer
  - Production déléguée : Paul W. S. Anderson, Martin Moszkowicz, Jeremy Bolt et Victor Hadida
  - Production associée : Hiroyuki Kobayashi
  - Coproduction déléguée : Alex Zhang
- Sociétés de production[1] :
  - Allemagne : Constantin Film
  - Canada : Davis Films / Impact Canada
- Sociétés de distribution : Metropolitan Filmexport (France) ; Constantin Film (Allemagne) ; Elevation Pictures (Canada) ; Entract Films (Québec) ; Praesens-Film (Suisse romande)
- Budget : 25 millions de $[2]
- Pays de production :  Allemagne,  Canada
- Langue originale : anglais
- Format[3] : couleur — D-Cinema / DCP Digital Cinema Package — 2,39:1 (Cinémascope) — son Dolby Atmos | Dolby Digital
- Genre : horreur, science-fiction, science-fiction post-apocalyptique, action, zombies
- Durée : 107 minutes
- Dates de sortie[4] : 
  - France, Québec, Suisse romande : 24 novembre 2021[5],[6]
  - Allemagne : 25 novembre 2021
  - Belgique : 8 décembre 2021[7]
- Classification[8] :
  - France : interdit aux moins de 12 ans[9],[Note 1] lors de sa sortie en salles mais aux moins de 16 ans à la télévision.
  - Allemagne : interdit aux moins de 16 ans (FSK 16)
  - Canada (Alberta / Maritimes) : les personnes de moins de 18 ans doivent être accompagnées d'un adulte (18A - 18 Accompaniment)
  - Canada (Colombie-Britannique / Manitoba / Ontario / Saskatchewan) : les enfants de moins de 14 ans doivent être accompagnées d'un adulte (14A - 14 Accompaniment)
  - Québec : 13 ans et plus (violence) (13+ / 13 years and over)[5]
  - Belgique : interdit aux moins de 16 ans (KNT/ENA : Kinderen Niet Toegelaten  / Enfants Non Admis)[7],[10],[Note 2]
  - Suisse romande : interdit aux moins de 16 ans[11]

## Distribution
- Hannah John-Kamen (VF : Marie Tirmont ; VQ : Aurélie Morgane) : Jill Valentine
- Robbie Amell (VF : Anatole de Bodinat ; VQ : Gabriel Lessard) : Chris Redfield
- Kaya Scodelario (VF : Kelly Marot ; VQ : Catherine Brunet) : Claire Redfield
- Avan Jogia (VF : Alexis Gilot ; VQ : Alexandre Bacon) : Leon S. Kennedy
- Tom Hopper (VF : Axel Kiener ; VQ : Alexandre Fortin) : Albert Wesker
- Lily Gao : Ada Wong
- Neal McDonough (VF : Bruno Dubernat ; VQ : Patrick Chouinard) : William Birkin
- Donal Logue (VF : Pierre-François Pistorio ; VQ : Alain Zouvi) : Brian Irons
- Holly de Barros : Sherry Birkin
- Nathan Dales : Brad Vickers
- Janet Porter (VF : Catherine Davenier ; VQ : Rose-Maïté Erkoreka) : Annette Birkin
- Sammy Azero : Enrico Marini
- Chad Rook : Richard Aiken
- Dylan Taylor (VF : Vincent Ropion) : Kevin Dooley
- Josh Cruddas (VF : Julien Allouf ; VQ : Maël Davan-Soulas) : Ben Bertolucci
- Marina Mazepa : Lisa Trevor
- Jenny Young : Louise
- Pat Thornton (VF : Frédéric Souterelle ; VQ : Stéphane Brulotte) : le conducteur du camion

Sources et légende : version québécoise (VQ) sur Doublage QC

## Production

### Genèse et développement
En 2017, un an après la sortie du film Resident Evil : Chapitre final, Martin Moszkowicz de Constantin Film annonce qu'un reboot de la saga est en développement. Le producteur-réalisateur James Wan exprime alors son intérêt pour le projet,. En décembre 2018, James Wan annonce qu'il n'est pas impliqué dans ce nouveau film.
Le scénariste Greg Russo rejoint la production en 2017. Alors qu'il travaille sur un autre reboot, Mortal Kombat (2021), il annonce comme inspiration le jeu vidéo Resident Evil 7: Biohazard (2017), mais plus pour le ton et le style que pour l'intrigue en elle-même. Cependant, en novembre 2018, le scénariste annonce en interview qu'il ne participe plus au film. Le mois suivant, le Britannique Johannes Roberts est confirmé comme scénariste et réalisateur,. En août 2019, il révèle à Screen Rant que son reboot sera « très, très effrayant » et plus fidèle aux jeux vidéo. Sur le site Deadline.com, le réalisateur-scénariste complète sa vision du projet :

« Je voulais vraiment revenir aux deux premiers jeux originaux et recréer l'expérience viscérale et terrifiante que j'ai vécue lorsque j'y ai joué pour la première fois, tout en racontant une histoire humaine ancrée sur une petite ville américaine mourante et qui serait à la fois racontable et pertinente pour public d'aujourd'hui. »

Il est ensuite annoncé que le film sera une « origin story » située en 1998.
Cependant, le studio qui est en pleine crise financière refuse de miser beaucoup d’argent pour ce film, ce qui oblige au réalisateur de supprimer certains éléments et de raccourcir son scénario.

### Attribution des rôles
Le choix des acteurs prend du retard en raison de la pandémie de Covid-19. Dans une interview pour Starburst Magazine en février 2020, Johannes Roberts révèle que la distribution sera révélée en mars 2020. En avril 2020, Full Circle Cinema dévoile que le studio envisage Brenton Thwaites, Kaya Scodelario et Harris Dickinson dans les rôles respectifs de Chris Redfield, Claire Redfield et Leon S. Kennedy.
En octobre 2020, Deadline.com confirme que Kaya Scodelario et Hannah John-Kamen ont été officiellement choisies pour les rôles respectifs de Claire et Jill Valentine. La distribution se complète avec les arrivées de Robbie Amell, Tom Hopper, Avan Jogia et Neal McDonough dans les rôles respectifs de Chris Redfield, Albert Wesker, Leon S. Kennedy et William Birkin. En novembre 2020, Donal Logue est annoncé dans le rôle du chef Brian Irons

### Tournage
Le tournage débute le 17 octobre 2020 à Grand Sudbury en Ontario au Canada,,. Il se déroule également à Toronto. Mais le tournage s’avérer compliqué en raison de la pandémie de Covid-19.

## Date de sortie
En décembre 2020, il est annoncé que le film sortira le 9 septembre 2021 aux États-Unis. Avant d'être avancé d'une semaine au 3 septembre 2021, puis repoussé au 24 novembre 2021 pour éviter la concurrence avec Shang-Chi et la Légende des Dix Anneaux, Malignant et Venom: Let There Be Carnage.

## Accueil
Le film reçoit un accueil très négatif de 30 % sur Rotten Tomatoes.
Cette nouvelle adaptation de Resident Evil n'a pas fait l'unanimité auprès du public. Les fans du jeu pointant notamment du doigt le fait que le film ne soit qu'un condensé des deux premiers jeux et se plaignant dans un second temps de la non ressemblance de certains personnages principaux et du non respect de leurs origines story. L'apparence de Léon Kennedy, interprété par Avan Jogia, a été vivement critiquée.

### Box-office
| Pays ou région        | Box-office      | Date d'arrêt du box-office | Nombre de semaines |
| --------------------- | --------------- | -------------------------- | ------------------ |
| États-Unis Canada     | 17 000 612 $    | 17 février 2022            | 13                 |
| France                | 203 321 entrées | 14 décembre 2021           | 3                  |
| Total hors États-Unis | 24 914 303 $    | 17 février 2022            | 13                 |
| Total mondial         | 41 914 915 $    | 17 février 2022            | 13                 |

## Distinctions
En 2022, Resident Evil : Bienvenue à Raccoon City a été sélectionné 2 fois dans diverses catégories et a remporté 1 récompense.

### Récompenses
- Prix ACTRA 2022 : Prix ACTRA Toronto de la meilleure équipe de cascadeurs pour Dan Skene.

### Nominations
- Alliance canadienne des arts et du design du costume pour le cinéma et la télévision (The CAFTCAD awards) 2022 :
  - Meilleure conception de costumes dans le cinéma contemporain pour Jennifer Lantz, Minda Johnson, Alisha Robinson, Mara Zigler, Emma Lees, Erminia Diamantopoulos, Cayley Jensen, Natalie Ellis, Holly Caverly et Faith Campbell.